# Codex Colombino

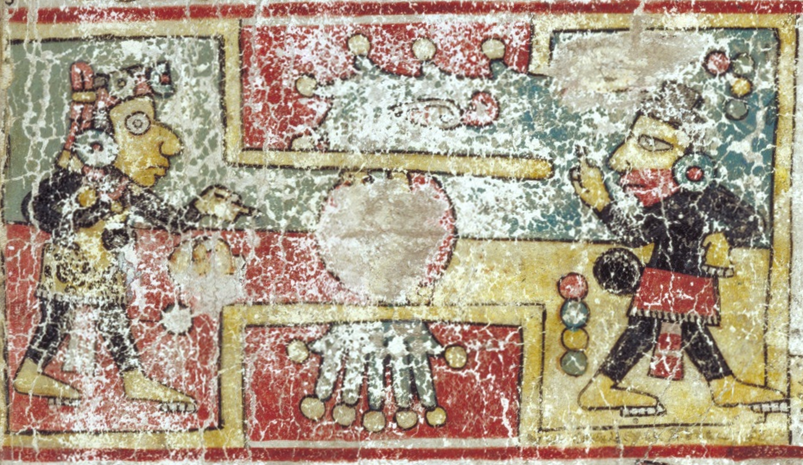
Extrait de la page 2 du codex Colombino, représentant une partie de jeu de balle mésoaméricain.

Le codex Colombino est un codex mésoaméricain mixtèque préhispanique. Il est considéré par les spécialistes comme une partie complémentaire du codex Becker 1, et avec lui, comme le plus ancien des codex mixtèques.

## Histoire
On suppose qu'il a été élaboré vers le XIIe ou XIIIe siècle puis séparé du codex Becker 1 vers 1541,.

## Nom
Son nom vient de la « Junta Colombina de México », organisme qui en a fait l'acquisition en 1891 lors de sa création par le  président mexicain Porfirio Díaz, dans le cadre des célébrations du quatrième centenaire de la découverte de l'Amérique.
Il a également été désigné sous les noms de codex Dorenberg, codex de Tututepec, codex Iya Nacuua et, plus récemment, codex Colombino-Becker.